# Koliberek hawański
Koliberek hawański, hawańczyk (Mellisuga helenae) – gatunek małego ptaka z rodziny kolibrowatych (Trochilidae). Jest najmniejszym ptakiem występującym na kuli ziemskiej. Nie wyróżnia się podgatunków.

## Zasięg występowania
Występuje endemicznie na Kubie i sąsiedniej wyspie Isla de la Juventud. Obszar zajmowany przez gatunek szacowany jest na 40 000 km². Środowisko życia stanowią lasy oraz ich obrzeża z licznymi krzewami.

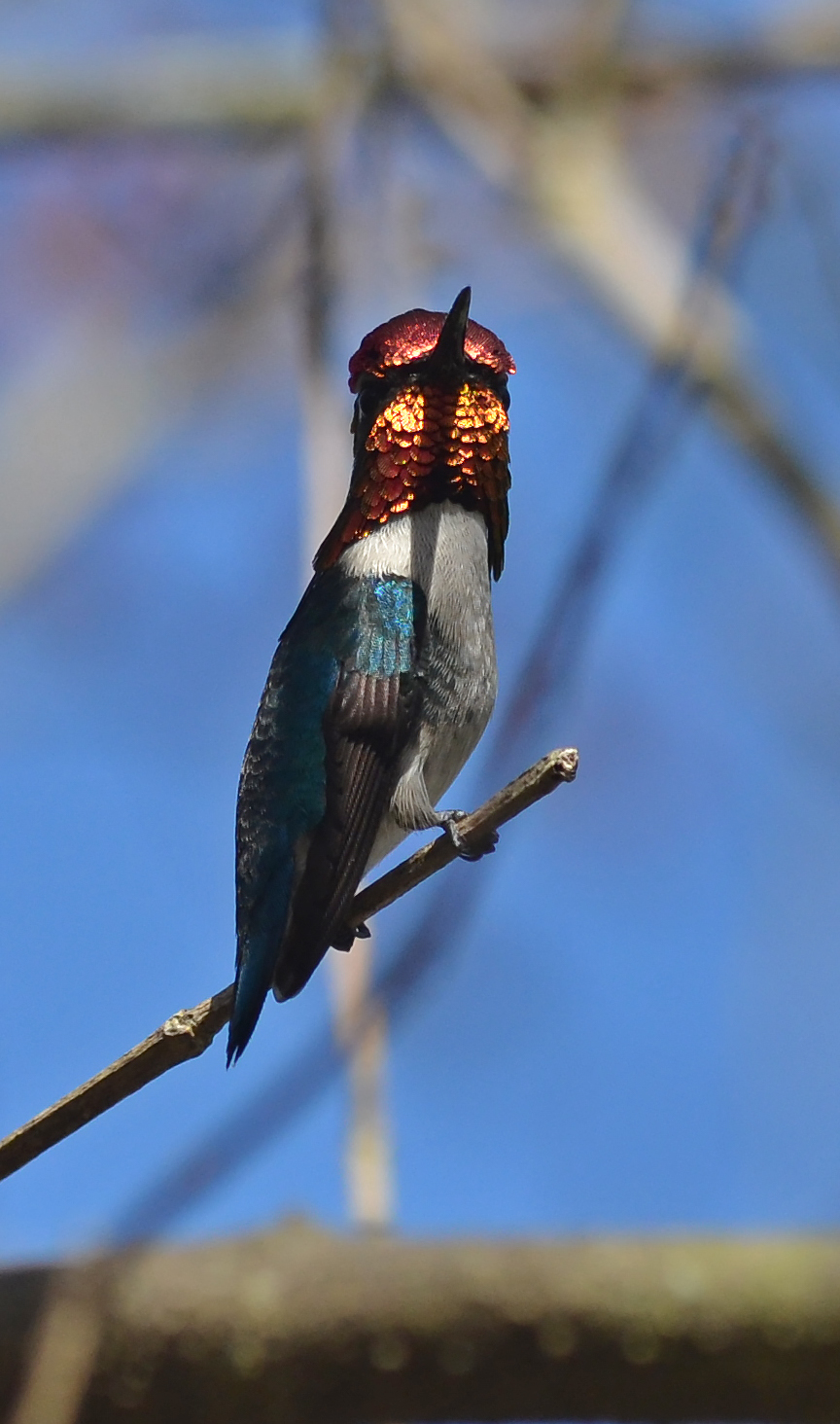
Samiec w szacie godowej

## Morfologia
Długość ciała wynosi około 6,3 cm, z czego 1,2 cm przypada na dziób, zaś 1,5 cm na ogon. Skrzydło mierzy 2,9 cm. U samca wierzch ciała zielononiebieski, połyskliwy, na karku bardziej zielonawy, zaś na pokrywach nadogonowych bardziej niebieskawy. Głowa i gardło połyskujące, szkarłatne. Spód ciała białawy, boki zielonkawe. Sterówki niebieskozielone, opalizujące. Dziób czarny. U samicy wierzch głowy bardziej matowy niż grzbiet ciała, ma ciemną plamkę pod okiem, spód ciała szarawobiały. Masa ciała wynosi 1,6–1,9 grama.

## Lęgi
Okres lęgowy trwa od marca do czerwca. Gniazdo z cienkich patyczków spojone jest pajęczyną i porostami, buduje je samica. W lęgu 2 jaja, o długości nieprzekraczającej 6 mm. Inkubacja trwa około 22 dni. Wysiaduje jedynie samica. Młodymi opiekuje się również ona; opuszczają gniazdo po 18 dniach od wyklucia (inne źródło podaje 18–38 dni). Samice przystępują do lęgów już w wieku jednego roku.

## Status
Międzynarodowa Unia Ochrony Przyrody (IUCN) uznaje koliberka hawańskiego za gatunek bliski zagrożenia (NT – near threatened). Liczebność populacji szacuje się na 22 000 – 66 000 dorosłych osobników. Trend liczebności populacji uznaje się za spadkowy. Dawniej był to ptak pospolity i szeroko rozpowszechniony, obecnie – rzadki i występujący lokalnie. Głównym zagrożeniem dla gatunku jest niszczenie i przekształcanie jego siedlisk.